# Liste der Einträge im National Register of Historic Places im Nueces County
Die Liste der Registered Historic Places im Nueces County führt alle Bauwerke und historischen Stätten im texanischen Nueces County auf, die in das National Register of Historic Places aufgenommen wurden.

## Aktuelle Einträge
| Lfd. Nr. | Name                          | Bild | Datum der Eintragung | Adresse/Lage                                                              | Ort            | ID       | Beschreibung |
| -------- | ----------------------------- | ---- | -------------------- | ------------------------------------------------------------------------- | -------------- | -------- | ------------ |
| 1        | Britton-Evans House           |      | 12. Dez. 1976        | 411 N. Broadway                                                           | Corpus Christi | 76002054 |              |
| 2        | Broadway Bluff Improvement    |      | 11. Okt. 1988        | Roughly bounded by Upper and Lower Broadway, I-37, Mann and Mesquite Sts. | Corpus Christi | 88001829 |              |
| 3        | Charlotte Sidbury House       |      | 10. März 1983        | 1609 N. Chaparral St.                                                     | Corpus Christi | 83003157 |              |
| 4        | Nueces County Courthouse      |      | 24. Juni 1976        | Mesquite and Belden Sts.                                                  | Corpus Christi | 76002055 |              |
| 5        | Oso Dune Site (41NU37)        |      | 23. Aug. 1985        | Address Restricted                                                        | Corpus Christi | 85001799 |              |
| 6        | Richard King House            |      | 17. März 1993        | 611 S. Upper Broadway                                                     | Corpus Christi | 93000129 |              |
| 7        | S. Julius Lichtenstein House  |      | 10. März 1983        | 1617 N. Chaparral St.                                                     | Corpus Christi | 83003156 |              |
| 8        | Simon Gugenheim House         |      | 10. März 1983        | 1601 N. Chaparral St.                                                     | Corpus Christi | 83003155 |              |
| 9        | Tarpon Inn                    |      | 14. Sep. 1979        | 200 E. Cotter St                                                          | Port Aransas   | 79003002 |              |
| 10       | Tucker Site (41NU46)          |      | 29. Aug. 1985        | Address Restricted                                                        | Corpus Christi | 85001940 |              |
| 11       | Lexington                     |      | 31. Juli 2003        | USS Lexington Museum on the Bay, 2914 North Shoreline Blvd.               | Corpus Christi | 03001043 |              |
| 12       | Wynn Seale Junior High School |      | 16. Feb. 1996        | 1701 Ayers St.                                                            | Corpus Christi | 96000065 |              |